# Компанія Південних морів

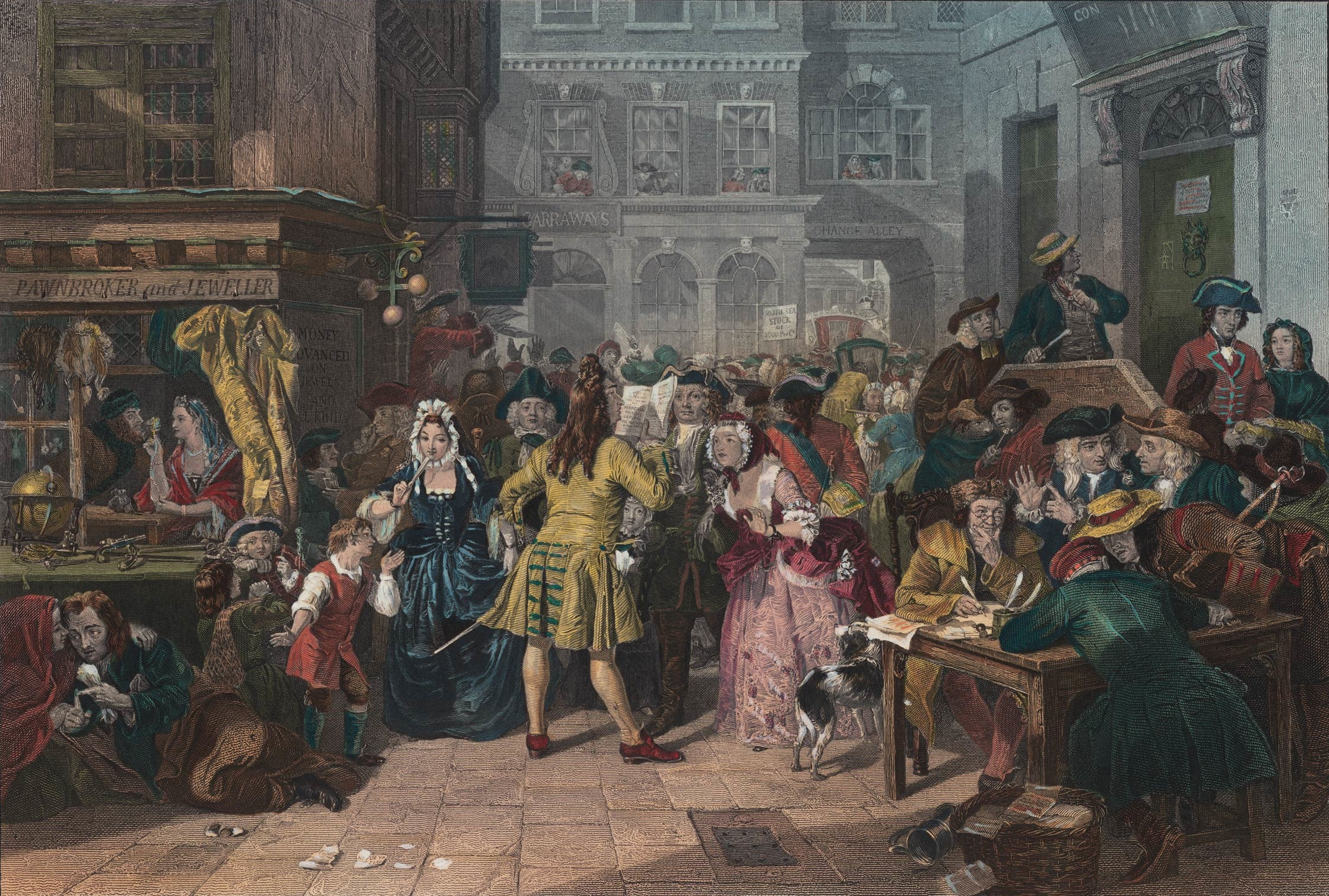
Розлючені вкладники компанії, яких сатирично зобразив Едвард Метью Ворд

Компанія Південних морів (англ. The South Sea Company; офіційно Губернатор і компанія купців Великої Британії, що торгують у Південних морях та інших частинах Америки та для заохочення рибальства (англ. The Governor and Company of the merchants of Great Britain, trading to the South Seas and other parts of America and for the encouragement of the Fishery)) — британська торговельна компанія, фінансова піраміда. Підприємство було засновано 1711 року з ініціативи керівника уряду Роберта Гарлі. Акціонерам було обіцяно асьєнто — виняткове право на торгівлю з іспанською частиною Південної Америки. В обмін на привілеї компанія обіцяла викупити державний борг, який суттєво збільшився в ході війн герцога Мальборо. При цьому ці права базувались на успішному завершенні Англією Війни за іспанську спадщину, яка завершилась тільки в 1714 році. Фактично, надані права були не такими повними, як це пропонував засновник.
Компанія не здійснювала комерційних операцій до 1717 року, тим більше що вже в 1718 році дипломатичні відносини між Великою Британією та Іспанією серйозно погіршились. Але, щоб збивати ціну на «південноморські» акції, ними, за наполяганням Гарлі, дозволили вільно торгувати. Цим компанія відрізнялася від традиційних англійських пайових товариств.

## Бум
У 1720 році курс акцій почав швидко зростати: з £128 у січні; £175 у лютому; £330 у березні; £550 у травні. Акції купували багато титулованих осіб. Рекламуючи імена цих акціонерів, компанії вдалось залучати й інших покупців.
У червні 1720 року було прийнято королівський акт (скасований 1825 року), що забороняв публічний продаж акцій акціонерних компаній з обмеженою відповідальністю без королівського статуту, що непрямо слугувало захистом діяльності компанії від конкуренції з боку деяких інших компаній у районах Центральної та Південної Америки. Керівництво компанії поширювало чутки, що Іспанія цілковито надала свої порти в її розпорядження (насправді допускалось не більше трьох суден на рік). Крах Міссіссіпської компанії у Франції залучив капітали з-за Каналу. У підсумку ціна акції зросла до £890. Нестяма охопила всю країну — від селян до лордів — усі придбані акції, ціна яких на початку серпня сягнула £1000. Сер Ісаак Ньютон передбачав майбутній крах компанії і спочатку продав свої акції з вигодою у £7000, але потім знову придбав новий пакет.

## Крах
У вересні почалось різке падіння курсу. До кінця вересня ціна акцій впала до £150. Тисячі інвесторів розорились (зокрема багато представників аристократії). 24 вересня банк компанії оголосив себе банкрутом. Ньютон втратив понад £20 000, після чого заявив, що може вираховувати рух небесних тіл, але не ступінь безумства натовпу.
Проведене в 1721 році парламентське розслідування виявило випадки шахрайства серед директорів компанії. Дехто зі звинувачуваних, серед яких скарбничий компанії, утік за кордон. Унаслідок розслідування було виявлено, що багато членів парламенту брали хабарі за голос під час прийняття королівського акта. За підсумками розслідування до ув'язнення були засуджені голова правління компанії Блайт і деякі співробітники казначейства.
Компанію було реструктуровано й вона продовжувала існувати до остаточного закриття в 1850 році.
У художній літературі історія Компанії Південних морів викладена в романі Росса Кінга «Доміно».